# Olsenella massiliensis
Olsenella massiliensis es una bacteria grampositiva del género Olsenella. Fue descrita en el año 2021. Su etimología hace referencia a Massilia, el nombre romano de Marsella, Francia. Es anaerobia e inmóvil. Tiene un tamaño de 0,4-0,6 μm de ancho por 0,4-0,9 μm de largo. Catalasa y oxidasa negativas. Temperatura de crecimiento entre 28-42 °C, óptima de 37 °C. Forma colonias blancas traslúcidas y circulares en agar sangre tras 48 horas de incubación. Es sensible a los antibióticos :amoxicilina, imipenem, rifampicina, vancomicina y metronidazol. Resistente a cefotaxima y ceftriaxona. Tiene un genoma de 1,8 Mpb y un contenido de G+C de 66,2%. Se ha aislado de heces de un niño sano de 13 años de Senegal.